# Muelas Y Estrechos Del Río Guadalope
Muelas Y Estrechos Del Río Guadalope este o arie protejată (arie specială de conservare — SAC, sit de importanță comunitară — SCI) din Spania întinsă pe o suprafață de 19.175,38 ha, integral pe uscat.

## Localizare
Centrul sitului Muelas Y Estrechos Del Río Guadalope este situat la coordonatele 40°38′03″N 0°32′30″W / 40.6343°N 0.541564°V.

## Înființare
Situl Muelas Y Estrechos Del Río Guadalope a fost declarat sit de importanță comunitară în iulie 2000 pentru a proteja 8 specii de animale. Situl a fost protejat și ca arie specială de conservare în februarie 2021.

## Biodiversitate
Situată în ecoregiunea mediteraneană, aria protejată conține 14 habitate naturale: Pajiști alpine și subalpine calcaroase, Pajiști alpine și boreale, Matorral arborescenți cu Juniperus spp., Păduri endemice cu Juniperus spp., Lande oro-mediteraneene cu formațiuni endemice de grozamă, Galerii de Salix alba și de Populus alba, Păduri de Quercus ilex și Quercus rotundifolia, Lacuri eutrofice naturale cu vegetație de tip Magnopotamion sau Hydrocharition, Izvoare petrifiante cu formare de travertin (Cratoneurion), Păduri iberice de Quercus faginea și Quercus canariensis, Formațiuni stabile xerotermofile de Buxus sempervirens pe pante stâncoase (Berberidion p.p.), Pajiști uscate seminaturale și facies de acoperire cu tufișuri pe substraturi calcaroase (Festuco-Brometalia) (* situri importante pentru orhidee), Pante stâncoase calcaroase cu vegetație casmofită, Grohotișuri termofile și vest-mediteraneene.
La baza desemnării sitului se află mai multe specii protejate:
- mamifere (6): liliac cârn (Barbastella barbastellus), vidră de râu (Lutra lutra), liliac cărămiziu (Myotis emarginatus), liliacul mediteranean cu potcoavă (Rhinolophus euryale), liliacul mare cu potcoavă (Rhinolophus ferrumequinum), liliacul mic cu potcoavă (Rhinolophus hipposideros)
- nevertebrate (1): Austropotamobius pallipes
- pești (1): Parachondrostoma miegii

Pe lângă speciile protejate, pe teritoriul sitului au mai fost identificate 7 specii de plante, 34 de specii de păsări, 4 specii de amfibieni, 3 specii de mamifere, 3 specii de pești, 1 specie de reptile.